# Президент Тринидада и Тобаго
Президент Республики Тринидада и Тобаго (англ. President of the Republic of Trinidad and Tobago) — официальный глава государства Тринидад и Тобаго и верховный главнокомандующий Вооружёнными силами Тринидада и Тобаго. Пост президента образован в 1976 году после преобразования страны в республику: до этого главой государства являлся монарх Великобритании, представленный генерал-губернатором. Первым президентом стал Эллис Кларк, занимавший должность генерал-губернатора при королеве Великобритании Елизавете II: он принёс присягу 24 сентября 1976 года после избрания его обеими палатами Парламента Тринидада и Тобаго, и этот день отныне отмечается в стране как День Республики.

## Деятельность президента
Президент Республики Тринидад и Тобаго, согласно Конституции 1976 года, является номинальным источником исполнительной власти, однако, как и любой глава государства Британского содружества при действующей Вестминстерской системе, исполняет церемониальные и представительские функции. На практике исполнительная власть сосредотачивается в руках премьер-министра Тринидада и Тобаго и его кабинета. Президент назначает в качестве премьер-министра лидера партии, имеющей большинство в Палате представителей, а также назначает членов Сената по рекомендациям премьер-министра и Лидера оппозиции.
Кандидатом в президенты может быть лицо не моложе 35 лет (хотя на практике самым молодым президентом на момент избрания был 59-летний), иметь гражданство Тринидада и Тобаго и на момент выдвижения кандидатуры проживать непрерывно на территории страны 10 лет. Резиденция президента — Президентский дворец в столице государства, Порт-оф-Спейн, который раньше использовался в качестве резиденции Генерал-губернатора.